# Lisa Loven Kongsli
Lisa Loven Kongsli, född 23 september 1979, är en norsk skådespelare.

## Biografi
Lisa Loven Kongsli debuterade 2008 och har bland annat gjort flera huvudroller inom teatern i Norge. Hon har även haft roller i filmer som Fatso (2008), Knatten och Lillebror (2009) och Kompani Orheim (2012). År 2017 medverkade hon i den amerikanska superhjältefilmen Wonder Woman.
År 2014 nominerades hon till en Guldbagge i kategorin Bästa kvinnliga huvudroll vid Guldbaggegalan 2015 för sin roll som Ebba i Ruben Östlunds film Turist.

## Filmografi i urval
- 2008 – Fatso
- 2009 – Knatten och Lillebror
- 2012 – Kompani Orheim
- 2014 – Turist
- 2016 – Lejonkvinnan
- 2015–2017 – Ockupationen (TV-serie)
- 2017 – Justice League
- 2017 – Wonder Woman
- 2024 – Nr. 24
- 2025 – The Woman in Cabin 10